# 贝格竹属
贝格竹属（学名：Bergbambos），也称南非竹属，为禾本科的一个属。

## 下属物种
本属包括以下物种：
- 贝格竹 Bergbambos tessellata (Nees) Stapleton